# 1962 au Yukon
Chronologie du Yukon
- 1958
- 1959
- 1960
- 1961
- 1962
- 1963
- 1964
- 1965
- 1966

Cette page concerne des événements d'actualité qui se sont produits durant l'année 1962 dans le territoire canadien du Yukon.

## Politique
- Commissaire : Frederick Howard Collins (en) (jusqu'au 1er mai) puis Gordon Robertson Cameron
- Législature : 19e

## Événements
- Ed Jacobs devient le 4e maire de Whitehorse.
- 18 juin : Le Parti conservateur de John Diefenbaker remporte l'élection générale mais son gouvernement sera de nouveau minoritaire. Dans la circonscription du territoire du Yukon, Erik Nielsen du progressiste-conservateur est réélu pour un troisième mandat face au libéral Victor Wylie.

## Naissances
- 6 juillet : Eric Fairclough, chef du Nouveau Parti démocratique du Yukon par intérim (2001-2002) et député territoriale de Mayo-Tatchun (1996-2011).
- 27 octobre : John Streicker (en), député de Mount Lorne-Lac-Southern (depuis 2016).
- 16 novembre : André Bourcier, homme politique.